# Karl J. Niklas
Karl Joseph Niklas (* 23. August 1948 in Manhattan, New York) ist ein amerikanischer Botaniker. Er forscht und lehrt an der Cornell University und befasst sich vorrangig mit Fragen zur Evolution, Morphologie und Biomechanik von Pflanzen.

## Werdegang
Karl J. Niklas erwarb den Bachelor in Mathematik am City College of New York (1970) sowie den Master in Botanik und Pflanzenphysiologie an der University of Illinois at Urbana-Champaign (1971). Anschließend wurde er in Illinois im Jahre 1974 mit einer Arbeit zur Paläobotanik zum Ph.D. promoviert. Im Rahmen des Fulbright-Programms verbrachte er in der Folge ein Jahr am Birkbeck College der University of London. Nach seiner Rückkehr in seine Heimat war er am Lehman College beschäftigt und parallel dazu als Kurator für Paläobotanik im New York Botanical Garden tätig.
Im Jahre 1978 wechselte Niklas an die Cornell University, an der er vorerst sieben Jahre als Assistenzprofessor fungierte, bevor er 1985 auf eine ordentliche Professur berufen wurde. Diese hat er, seit 2000 unter dem Namen Liberty Hyde Bailey Professor of Plant Biology, bis heute inne.

## Wissenschaftliches Schaffen
Niklas beschäftigt sich hauptsächlich mit der Evolution, Morphologie und Biomechanik von Pflanzen und veröffentlichte zu diesen Themen bisher fünf wissenschaftliche Monographien sowie mehr als 300 Fachartikel. Einen weiteren Schwerpunkt bildet die Paläobotanik, so forscht er beispielsweise zur Pflanzenwelt des Phanerozoikums. Weiteres Augenmerk gilt der Allometrie, der Untersuchung von Größenunterschieden sowie deren Ursachen und Folgen in Form und Funktion. Darüber hinaus war bzw. ist er als Mitherausgeber zahlreicher Fachzeitschriften tätig, beispielsweise des Journal of Biological Systems (2005–2014), des American Journal of Botany (1995–2004) sowie des Quarterly Review of Biology (seit 2008).
Niklas war Guggenheim Fellow, ist Mitglied der American Society of Plant Taxonomists, der International Organization of Paleobotany und der Botanical Society of America, der er auch als Präsident vorstand (2008–2009). Zudem gehört er der Linnean Society of London sowie der American Association for the Advancement of Science an und wurde 2015 in die American Academy of Arts and Sciences gewählt.

## Bücher
- Plant Biomechanics: An Engineering Approach to Plant Form and Function. University of Chicago Press, Chicago, 1992, ISBN 978-0-226-58631-1.
- Plant Allometry: The Scaling of Form and Process. University of Chicago Press, Chicago, 1994, ISBN 978-0-226-58081-4.
- The Evolutionary Biology of Plants. University of Chicago Press, Chicago, 1997, ISBN 978-0-226-58083-8.
- Plant Physics. University of Chicago Press, Chicago, 2012, ISBN 978-0-226-15081-9. (mit Hanns-Christof Spatz)
- Plant Evolution: An Introduction to the History of Life. University of Chicago Press, Chicago, 2016, ISBN 978-0-226-34214-6.